# فضيحة كرة القدم الإيطالية 2006
فضيحة الدوري الإيطالي 2006 أو كما تسمى بالإيطالية "الكالتشيوبولي"، هي فضيحة تتعلق بترتيب نتائج مباريات كرة القدم في الدوري الإيطالي، وقد بدأت الفضيحة بالظهور في مايو 2006 من قبل الشرطة الإيطالية، وقد تورط في هذه الفضيحة نادي يوفنتوس ونادي إيه سي ميلان ونادي فيورنتينا ونادي لاتسيو ونادي ريجينا، حيث أظهرت تسجيلات للمكالمات الهاتفية عن علاقتهم مع حكام كرة القدم في إيطاليا، وقد كان نادي يوفنتوس بطل الدوري في تلك السنة، وقد اتهم الفريق بالتلاعب بنتائج المباريات واختيار حكام يميلون إلى مصلحتهم.

## فضائح تاريخية في الدوري الإيطالي
وقد كان يوجد هناك العديد من الحالات تتعلق بفرق ترتب نتائج المباريات، وقد كان آخر تلك الفضائح هي فضيحة عام 1980 عندما تم تهبيط نادي إيه سي ميلان ونادي لاتسيو إلى الدرجة الثانية في الدوري الإيطالي، وفضيحة تهبيط نادي جنوى من دوري الدرجة الثانية إلى دوري الدرجة الثالثة في عام 2005.

## البداية
بدأت الفضيحة بالظهور بعد بدء التحقيقات في نابولي بشأن إحدى المنظمات المعنية في كرة القدم، وقد تم نشر العديد من المكالمات الهاتفية التي توضح تورط الفرق في الفضيحة، وقد كان لمدير نادي يوفنتوس لوتشانو مودجي العديد من المكالمات مع بعض المعنيين في كرة القدم الإيطالية حول وضع بعض الحكام المفضلين لنادي يوفنتوس وقد كان كل هذا في موسم 2004/2005، وقد أتى اسم كالتشيو بولي من اسم تانغنتوبولي التي بدأت في منتصف الثمانينات والتي انتهت في بداية التسعينات مع ماني بوليت، وقد سميت الفضيحة باسم مودجي بولي نسبة إلى لوتشانو مودجي، وسميت أيضا باسم كالتشيو غيت نسبة إلى فضيحة ووترغيت، وتعني كالتشيو باللغة الإيطالية كرة القدم.

## عقوبات الفرق
في يوم 4 يوليو 2006، أعلن اتحاد إيطاليا لكرة القدم عن تورط أربعة فرق في فضيحة الدوري الإيطالي، وقد قال ستيفانو بالازي مدعي الاتحاد الإيطالي أنه يجب إسقاط نادي يوفنتوس إلى دوري الدرجة الثالثة على الأقل وقال بأنه يجب إسقاط نادي فيورنتينا ونادي لاتسيو إلى الدرجة الثانية.
- نادي ريجينا: وفي قضية نادي ريجينا بتاريخ 13 أغسطس 2006، فقد طالب المدعي بأن يهبط نادي ريجينا إلى دوري الدرجة الثانية ويخصم منه 15 نقطة، وفي يوم 17 أغسطس صدر القرار بأن يخصم من نادي ريجينا 15 نقطة مع عدم إسقاطهم إلى الدرجة الثانية، وقد غرم الفريق 68 ألف جنيه إسترليني، وقد غرم رئيس النادي باسكوال فوتي 20 ألف جنيه إسترليني، مع منعه من ممارسة أي نشاط في كرة القدم لمدة سنتين ونصف. في البداية خصم من نادي ريجينا  15 نقطة، ثم قلل هذا العدد، وكان في البداية قد منع الفريق من المشاركة في دوري أبطال أوروبا، ولكن تم خصم 30 نقطة من رصيده في موسم 2005/2006.
- نادي فيورنتينا: في البداية أسقط الفريق إلى الدرجة الثانية، مع خصم 12 نقطة من رصيده، بعدها تم تصعيده إلى الدوري الإيطالي مرة أخرى ولكن مع زيادة عدد النقاط المحسومة من رصيده إلى 19 نقطة، وتم تقليل عدد النقاط المحسومة إلى 12 نقطة[بحاجة لدقة أكثر]، وقد منع الفريق من اللعب في دوري أبطال أوروبا، مع معاقبته بلعب مباراتين خلف الأبواب المغلقة، أي بدون جمهور.
- يوفنتوس: في البداية أسقط نادي يوفنتوس إلى الدرجة الثانية ومع خصم 30 نقطة منه، لكن بعدها تم تقليل عدد النقاط المخصومة من إلى 17 نقطة، ثم إلى 9 نقاط، وقد سحب من الفريق لقب الدوري الإيطالي في عامي 2005 و2006، وتم منعه من اللعب في دوري أبطال أوروبا، وقد لعب ثلاثة مباريات بدون جمهور.
- نادي لاتسيو: في البداية أسقط الفريق إلى الدرجة الثانية مع خصم 7 نقاط من رصيده، ثم وقع تصعيده إلى الدوري الإيطالي مع خصم 11 نقطة، وتم تقليلها إلى 3 نقاط، وقد منع الفريق من اللعب في كأس الاتحاد الأوروبي، ولعب مباراتين بدون جمهور.

## ما بعد العقوبات
تعتبر إيطاليا، مثل غيرها من الدول، الفريق الذي يفوز يعطى 3 نقاط، والفريق الذي يتعادل يعطى نقطة واحدة، والفريق الذي يجمع أكبر عدد من النقاط يتوج بلقب الدوري، بينما الفرق التي تجمع أقل عدد من النقاط تهبط إلى دوري الدرجة الثانية (يختلف العدد من دولة إلى أخرى).
و قد تأهل يوفنتوس إلى الدوري الإيطالي مرة أخرى بعد فوزه بلقب دوري الدرجة الثانية.
و قد عانت الفرق التي خصم منها نقاط كثيرا في الدوري الإيطالي، وخصوصا نادي فيورنتينا الذي خصم منه 15 نقطة، ومع عدد النقاط الكبير المحسوم من النادي، توقع الخبراء بأن نادي فيورنتينا سيواجه صعوبة في بلوغ إحدى البطولات الأوروبية، وقد يهبط إلى دوري الدرجة الثانية، ولكن نادي فيورنتينا أنهى الدوري بالمركز السادس، وبذلك تأهل إلى كأس الاتحاد الأوروبي.

## أثر العقوبات على الدوري الإيطالي
و قد كان نادي ميسينا ونادي ليتشي ونادي تريفيزو سيهبطون إلى الدرجة الثانية بعد هبوط نادي يوفنتوس ونادي فيورنتينا ونادي لاتسيو، ولكن بعد تعديل القرارات، بقي نادي ميسينا في الدوري الإيطالي، وقد تأهل إلى الدوري الإيطالي نادي كاتانيا ونادي أتالانتا ونادي تورينو.
و وفقا إلى نهاية الدوري الإيطالي في موسم 2005/2006، فإن نادي يوفنتوس مع نادي إيه سي ميلان سيتأهلون مباشرة إلى دوري أبطال أوروبا، وسيضطر نادي إنتر ميلان ونادي فيورنتينا إلى لعب الأدوار التمهيدية في دوري أبطال أوروبا، وكان نادي روما ونادي لاتسيو ونادي كييفو فيرونا سيلعبون في كأس الاتحاد الأوروبي.
و بعد صدور القرارات، تأهل نادي إنتر ميلان ونادي روما إلى دوري أبطال أوروبا مباشرة، وأضطر نادي كييفو فيرونا وإيه سي ميلان بأن يلعبان في الأدوار التمهيدية للبطولة، ولعب نادي باليرمو ونادي ليفورنو ونادي بارما في كأس الاتحاد الأوروبي.
و في يوم 26 يوليو 2006 أعلن بأن نادي إنتر ميلان هو بطل الدوري الإيطالي في موسم 2005/2006.

## عقوبات أخرى
كان الحكم ماسيمو دي سانتيس هو الحكم الذي سيمثل إيطاليا في كأس العالم لكرة القدم 2006، ولكن اتحاد إيطاليا لكرة القدم أقر بأنه سيسحبه من كأس العالم لكرة القدم لأنه سيخضع إلى بعض التحقيقات، ولكن الحكم روبيرتو روزيتي ظل مع الحكام في كأس العالم لكرة القدم 2006 بالرغم من ورود اسمه في التحقيقات.
و قد أدت الفضيحة إلى الدعوة إلى أستقالة أدريانو غالياني رئيس نادي إيه سي ميلان ورئيس الدوري الإيطالي من المنصب الثاني.
و قد تمت التحقيق مع 41 شخص في نابولي بشأن 19 مباراة في الدوري الإيطالي في موسم 2004/2005 و14 مباراة في موسم 2005/2006.

## استقالات
استقال فرانكو كرارو من رئاسة اتحاد إيطاليا لكرة القدم في يوم 8 مايو 2006، وقد استقالت إدارة نادي يوفنتوس في يوم 11 مايو 2006، وكان لوتشانو مودجي قد أستقال بعد فوز يوفنتوس في الدوري الإيطالي في 14 مايو 2006.

## عقوبات بعض الأشخاص المعنيين
- فرانكو موسوليني : إعطاء إنذار.
- فرانكو كرارو : غرامة 35 ألف جنيه إسترليني.
- ماسيمو دي سانتيس : طرد أربع سنوات من كرة القدم.
- باولو دونداريني : أقيل.
- باسكوال فوتي : طرد لمدة سنتين ونصف من كرة القدم وغرامة 20 ألف جنيه إسترليني.
- أدريانو غالياني : طرد 9 أشهر من كرة القدم.
- أنتونيو جيراودو : غرامة 20 ألف جنيه إسترليني و5 سنوات طرد من كرة القدم، وقد منع مدى الحياة من عضوية اتحاد إيطاليا لكرة القدم.
- بييترو إنغراغيولا : إعطاء تحذير.
- توليو لانيزي : طرد من كرة قدم لمدة سنتين ونصف.
- كلاوديو لوتيتو : طرد من كرة القدم لمدة سنتين ونصف.
- جنارو مازي : طرد من كرة القدم لمدة سنة واحدة.
- إنوكينزو مازيني : طرد لمدة خمس سنوات من كرة القدم.
- ليوناردو مياني : طرد سنتين ونص من كرة القدم.
- لوتشانو مودجي : طرد خمس سنوات من كرة القدم وطرد من عضوية اتحاد إيطاليا لكرة القدم.
- بييرلويجي بايريتو : طرد ثلاث سنوات ونصف من كرة القدم.
- جانلوكا باباريستا : طرد ثلاثة أشهر من كرة القدم.
- كلاوديو بوليزي : طرد ثلاثة أشهر من كرة القدم.
- فابريتسيو بابيني : طرد سنة واحدة من كرة القدم.
- أندريا ديلا فالي : طرد 3 سنوات من كرة القدم.
- دييغو ديلا فالي : طرد ثلاثة سنوات وتسعة أشهر من كرة القدم.

## انتقال اللاعبين بعد الفضيحة
يوفنتوس
- باتريك فييرا إلى نادي إنتر ميلان بمبلغ 9,5 مليون يورو.
- جانلوكا زامبروتا إلى نادي برشلونة بمبلغ 14 مليون يورو.
- ليليان تورام إلى نادي برشلونة بمبلغ 5 ملايين يورو.
- فابيو كانافارو إلى نادي ريال مدريد بمبلغ 7 ملايين يورو.
- إيمرسون إلى ريال مدريد بمبلغ 16 مليون يورو.
- زلاتان إبراهيموفتش إلى إنتر ميلان بمبلغ 24,8 مليون يورو.
- أندريا مازييلو شراكة في العقد مع نادي سيينا.
- جوفاني بارتولوتشي شراكة في العقد مع نادي سيينا.
- لاندري بونيفوي إعارة إلى نادي ميتز.
- روبن أوليفيرا إعارة إلى نادي سامبدوريا.
- أوليفير كابو إعارة إلى نادي ليفانتي.
- جوزيبي سكولي إعارة إلى نادي جنوى.
- عبد الله كونكو شراكة في العقد مع نادي سيينا.
- أنتونيو نوتشيرينو شراكة في العقد مع نادي بياتشينزا.
- فيكتور بوديانيسكي شراكة في العقد مع نادي أسكولي.
- سيموني بنتيفوليو شراكة في العقد مع نادي كييفو فيرونا وإعارة إلى نادي مودينا.
- باكر دوغلاس ريكاردو إعارة إلى نادي سيينا.
- نيكولا بتريللي إلى نادي كروتوني.
- باسكوال إيزو إلى نادي نابولي.

 نادي فيورنتينا 
- إنريكو فانتيني إلى نادي بولونيا.
- فلادا أفراموف إعارة إلى نادي تريفيزو.
- أربر ألوغاكسهو إلى نادي جاهن ريغنسبيرغ.

 نادي لاتسيو 
- باولو دي كانيو إلى نادي سيسكو روما.

 إيه سي ميلان 
- كريستيان أبياتي إعارة إلى نادي تورينو.